# 이규형 (1957년)
이규형(李奎炯, 1957년 6월 15일 ~ 2020년 2월 7일)는 대한민국의 영화 감독이다.

## 생애
1957년에 서울에서 태어났고, 신일고등학교를 졸업하여, 한국외국어대학교 법학 중퇴하였으나, 한양대학교 연극영화학과를 학사 수료하였다. 1983년 문여송 감독의  ‘사랑만들기’의 각본을 집필하면서 영화계에 입문했다.
1986년 영화 《청 블루스케치》로 데뷔하여 흥행했으나, 그 이후로는 뚜렷한 흥행작이 없었다.
1991년  일본 도쿄로 건너가 만화영화 공부를 하는 동안 백만 부 돌파 농구만화 <헝그리베스트>의 스토리를 쓰기도 했고 이를 토대로 만화영화 <헝그리 베스트5>의 총감독으로 참여했는데 농구 경기가 별로 나오지 않은 데다 주인공 김영웅과 그의 여자친구인 채유미의 갈등 및 애정노선이  88분에 이르는 상영시간 상당수를 차지하는 등 혹독한 평가를 받은 것 외에도 같은 시기(95년 12월) 개봉한 극장판 애니메이션 《토이 스토리》와 맞붙어 흥행에 실패했으며   일본에서 일본과 세계의 만화영화를 공부하는 틈틈이 <일본은 일본이다.>, <일본을 읽으면 돈이 보인다.>를 발표했다.
2009년 사기 혐의로 구속되었고, 2011년 다시 사기 혐의로 기소되었다.
2020년 2월 7일, 향년 62세의 나이에 담도암으로 타계하였다.

## 참여 작품
- 1983년 《사랑만들기》(시나리오)
- 1984년 《내사랑 짱구》(조감독,시나리오)
- 1986년 《욕망의 거리》(조감독,시나리오)
- 1986년 《청 블루스케치》(영화감독 데뷔작)
- 1987년 《미미와 철수의 청춘 스케치》 1982년 발표한  자신의 소설 '청춘 스케치'를 영화화
- 1988년 《청춘시대》 (시나리오)
- 1988년 《어른들은 몰라요》
- 1989년 《굿모닝! 대통령》
- 1990년 《난 깜짝 놀랄 짓을 할거야》
- 1992년 《사랑전쟁》(시나리오)
- 1992년 《공룡 선생》
- 2004년 《DMZ, 비무장지대》
- 2006년 《굿 럭》

## 방송 작품
- 1996년 《이규형의 일본스케치》(SBS)

## CF작품
1998년 대학로 스타시티(Fest.전유성)

## 출판물
1985년 소설 '블루 스케치'
1986년 소설 '청춘 스케치'
1987년 소설 '어른들은 몰라요'
1987년 소설 '스케치북'
1988년 소설 '별별 스케치'
1988년 (이규형이 만난) '남과 여'
1988년 (이규형 세계여행기) '굿바이 사요나라'
1989년 소설 '굿모닝 대통령'
1991년 소설 (영희와 맹공의) '사랑 전쟁'(1992년 서영수 감독에 의해 영화화)
1994년 소설 '헝그리 베스트 5'
2000년 소설 '담배를 피우는 여자'
2004년  소설  'DMZ 비무장지대 '
外 다수

## 수상
- 1997년 라디오 단파상
- 1987년 기독교 문화상 영화부문 감독상
- 1987년 제26회 대종상영화제 신인 감독상